# Г'ю Вільямсон
Г'ю Вільямсон (англ. Hugh Williamson; 5 грудня 1735 — 22 травня 1819) — американський політик. Він краще всього відомий представленням Північної Кароліни на Конституційних Зборах.
Народився у Пенсільванії, старший син у великій родині. Навчався на священика, натомість вирушив до Європи навчатися медицини. 
На початку війни за незалежність перебував у Європі, де написав памфлет, у якому закликав англійців підтримати справу американців. Після повернення до Америки у 1777 р. осів у Північній Кароліні, де лікарював, був головним хірургом міліції штату. Активний учасник Філадельфійського конвенту, брав участь у діяльності п'яти комісій і вправно дебатував. Сприяв ратифікації Конституції і двічі обирався до Палати представників США.